# Opaé
Opaé ou Opae (en macédonien Опае, en albanais Opaja) est un village du nord de la Macédoine du Nord, situé dans la municipalité de Lipkovo. Le village comptait 1996 habitants en 2002. Il est majoritairement albanais.

## Démographie
Lors du recensement de 2002, le village comptait :
- Albanais : 1 818
- Macédoniens : 138
- Serbes : 38
- Autres : 2